# Sang Hongyang
Sang Hongyang was een adviseur van de Han-keizers Wu (139-87 v.Chr.) en Zhao (87-74 v.Chr.). 
Zijn adviezen waren voornamelijk economisch van aard en erop gericht de inkomsten van de keizerlijke schatkist te vergroten en de financiële druk te verleggen naar de lokale overheden. Aanvankelijk was het bij wet eenieder toegestaan om munten te slaan, zout te produceren of ijzer te smelten. In de praktijk waren deze activiteiten voorbehouden aan lokale prinsen en hun ministers. Op advies van Sang Hongyang werd het slaan van munten door de keizer gemonopoliseerd. Tevens werden er overheidskantoren aangewezen waar ijzer en zout moest worden verhandeld en schattingen moesten worden verzameld. Deze goederen konden dan in gebieden met een tekort tegen een hoge prijs worden verkocht. Ook werden er op advies van Sang Hongyang in tijden van overschot voorraden van goederen en grondstoffen aangelegd om die in tijden van schaarste tegen een hoge prijs te verkopen.